# Гривче
Гривче је насеље на северној периферији Ајдовшчине у покрајини Приморска која припада Горишкој регији Републике Словеније.
Насеље површине 3,66 км², налази се на надморској висини од 187 метара. У насељу према попису из 2002. живи 68 становника.